# Sphodromantis lagrecai
Sphodromantis lagrecai é uma espécie de louva-a-deus da família dos Mantidae, sendo encontrados no Quênia, Tanzânia, e Uganda.